# Dans une larme
Pistes de Sortir
Au bord de l'eau Rose
Dans une larme est une chanson de Gérald de Palmas parue sur l'album Sortir, en 2009. Son single est sorti le 28 septembre 2009.